# Hemigrammocapoeta
Hemigrammocapoeta es un género de peces de la familia Cyprinidae y de la orden de los Cypriniformes.

## Especies
Tiene cuatro especies reconocidas:
- Hemigrammocapoeta culiciphaga (Pellegrin, 1927)
- Hemigrammocapoeta elegans (Günther, 1868)
- Hemigrammocapoeta kemali (Hankó, 1925)
- Hemigrammocapoeta nana (Heckel, 1843)